# Novomikolàïvka (Krasnoperekopsk)
|  | Per a altres significats, vegeu «Novomikolàïvka». |

Novomikolàïvka (en (ucraïnès): Новомиколаївка, en rus: Новониколаевка, Novonikolàievka) és un poble de la República Autònoma de Crimea a Ucraïna, il·legalment ocupada per Rússia des de 2014. E 2014 tenia 432 habitants. Pertany al districte rural de Krasnoperekopsk.